# سیارک ۱۷۶۱۰۳
سیارک ۱۷۶۱۰۳ (به انگلیسی: 176103 Waynejohnson، نامگذاری:2001BE61) صد و هفتاد و شش هزار و صد و سومین سیارک کشف شده‌است که در ۳۰ ژانویه ۲۰۰۱ کشف شد.